# Поднятие Бофорта
Подня́тие Бофо́рта — подводная возвышенность в Северном Ледовитом океане, расположенная в районе залива Амундсена.
Поднятие Бофорта представляет собой обширную ступень материкового склона, плавно переходящую на западе в Канадскую котловину. Глубина над поднятием составляет от 1000 до 2500 м.
Поднятие получило своё название в честь английского адмирала Фрэнсиса Бофорта.